# Burgred di Mercia
Burgred o Burhred o Burghred (... – Roma, 888) fu re di Mercia dal 852 all'874.
Salì al trono nell'852 e in questo stesso anno o in quello successivo chiamò in suo aiuto Ethelwulf del Wessex per assoggettare il Galles del nord. La richiesta fu accolta e la campagna si concluse con successo. L'alleanza fu poi sancita dal matrimonio di Burgred con Aelthelswith, figlia di Ethelwulf. 
Nell'868 il re merciano chiese aiuto ad Ethelred del Wessex ed a suo fratello Alfredo il Grande contro i Danesi, che si erano impossessati di Nottingham. Nell'874 fu detronizzato dai Danesi del Lindsey, i quali misero sul trono Ceolwulf II che fece atto di sottomissione.
Burgred si recò a Roma, dove morì e venne sepolto.

## Nella cultura di massa
Compare nel videogioco Assassin's Creed: Valhalla come antagonista.